# Park Hotel we Wrocławiu
Park Hotel we Wrocławiu (daw. Dom dla osób samotnych i małżeństw bezdzietnych) – modernistyczny budynek hotelowy na osiedlu Dąbie przy ul. Kopernika 5, wybudowany jako dom eksperymentalnego osiedla wystawy WUWA według projektu Hansa Scharouna jako dom mieszkalny dla osób samotnych i bezdzietnych małżeństw.
Dom dla samotnych zwany po niemiecku Ledigenheim był największym spośród 32 zrealizowanych budynków wzorcowego osiedla wystawy „Mieszkanie i Miejsce Pracy”. Autor projektu Hans Scharoun był jednym z dwóch architektów obok Adolfa Radinga, którzy dwa lata wcześniej uczestniczyli w podobnej wystawie w Stuttgarcie – Weißenhof, która była pierwszą tego typu wystawą w Niemczech. Realizacja Scharouna stała się dominantą północnej części osiedla przeznaczonej na budownictwo jednorodzinne. Architekt zaproponował budynek z nurtu architektury organicznej o dynamicznym kształcie kojarzonym z budowa statku parowego. Dom składa się z dwóch skrzydeł połączonych wspólną częścią. W skrzydle zachodnim umieszczono 16 dwupoziomowych mieszkań o powierzchni 37 m² przeznaczonych dla małżeństw, natomiast we wschodnim znalazły się 32 mieszkania o powierzchni 27 m² dla osób samotnych. W skrzydle zachodnim urządzono także restaurację na parterze. W części łączącej oba skrzydła umieszczono hol z recepcją. Na dachach urządzono ogrody oraz tarasy z miejscami do wypoczynku. Budynek posiada żelbetową konstrukcje szkieletową wypełnioną bloczkami pumeksowymi. Po zamknięciu wystawy wbrew planom Scharouna budynek nie stał się domem mieszkalnym, lecz użytkowany był jako komercyjny hotel.
Dom dla osób samotnych i małżeństw bezdzietnych był realizacją wzbudzającą kontrowersje, gdyż był zarówno chwalony, jak i krytykowany (za formę, rozwiązania funkcjonalne oraz niedociągnięcia techniczne). Był pejoratywnie porównywany do parowca lub barki, czy określany jako "Damaszek", "Maroko" i "karykatura budowlana".
Po 1945 r. hotel, który nie doznał większych zniszczeń w czasie wojny dalej pełnił swoje funkcje noclegowe, później stał się ośrodkiem szkoleniowym Państwowej Inspekcji Pracy. W latach 90 wykonano generalny remont budynku. Obecnie budynek nadal używany jest jako hotel. Funkcjonuje pod przedwojenną nazwą Park Hotel.